# Jean Le Bihan
Pour les articles homonymes, voir Le Bihan.
Jean Le Bihan, né le 18 janvier 1940 à Cléder (Finistère) et mort le 22 août 2010 à La Verrière (Yvelines), est un informaticien et chercheur français qui fut une figure du projet Cyclades. 

## Biographie
Né en 1940, diplômé de Supélec (Promotion 1965), il effectue son service militaire au Centre de calcul coelacanthe, où il arrive en janvier 1966 et repart en avril 1967, après y avoir croisé Gérard Le Lann, qui lui y restera trois ans, de septembre 1966 à octobre 1969. Affecté au STCAN de janvier 1966 à avril 1967, il est embauché par la CAE en mai 1967 jusqu’en août 1968. Il commence ensuite sa carrière à la CII en 1968. En 1971, il fait partie de la  petite équipe de six personnes environ réunie par Louis Pouzin à l’IRIA, avec Jean-Louis Grangé, Hubert Zimmermann et Gérard Le Lann .
Le projet Sirius, consacré aux applications de l'informatique répartie, est lancé en 1976 sous la direction de Jean Le Bihan, avec Michel Adiba, Jean-Claude Chupin, Robert
Demolombe, Christian Esculier, Gérard Le Lann, Witold Litwin, et Georges Gardarin. Il aboutit au début des années 1980 et permet la mise en œuvre en 1981 d'un Système de gestion de base de données prototype dénommé Sirius-Delta, fonctionnant sur un réseau de trois ordinateurs.
Jean Le Bihan décède le 22 août 2010 à 70 ans.